# Ulakan (Ulakan Tapakis)
Ulakan is een bestuurslaag in het regentschap Padang Pariaman van de provincie West-Sumatra, Indonesië. Ulakan telt 13.971 inwoners (volkstelling 2010).